# Sola nel buio (film 2001)
Sola nel buio (Blind Terror) è un film del 2001 diretto da Giles Walker.

## Trama
Susan è una giovane vedova che sta cercando di rifarsi una vita dopo la morte del marito. L'incontro con Kevin, un artista del quale si innamora, la risveglia dalla tragedia al punto che poche settimane dopo decidono di sposarsi a Las Vegas. Insieme ai dubbi di Susan per aver agito troppo d'impulso, si aggiungono anche delle misteriose chiamate da parte di una donna, fino ad arrivare a vere e proprie minacce di morte. Kevin ammette che si tratta della sua ex-moglie, maniacalmente attaccata a lui.